# Clermont Foot 63 2012-2013
Questa voce raccoglie le informazioni riguardanti il Clermont Foot 63 nelle competizioni ufficiali della stagione 2012-2013.

## Rosa
| N. |                      | Ruolo | Calciatore        |
| -- | -------------------- | ----- | ----------------- |
| 1  | Algeria (bandiera)   | P     | Michaël Fabre     |
| 2  | Camerun (bandiera)   | D     | Charley Fomen     |
| 3  | Francia (bandiera)   | D     | Antoine Jouan     |
| 4  | Guadalupa (bandiera) | D     | Cédric Avinel     |
| 5  | Francia (bandiera)   | D     | Damien Perrinelle |
| 6  | Camerun (bandiera)   | C     | Eugène Ekobo      |
| 7  | Francia (bandiera)   | C     | Nicolas Bayod     |
| 8  | Brasile (bandiera)   | C     | Moreira           |
| 9  | Francia (bandiera)   | A     | Romain Armand     |
| 10 | Mali (bandiera)      | A     | Mana Dembélé      |
| 11 | Francia (bandiera)   | C     | Pierrick Capelle  |
| 13 | Francia (bandiera)   | D     | Cédric Bockhorni  |
| 15 | Francia (bandiera)   | C     | Steve Pinau       |

| N. |                      | Ruolo | Calciatore            |
| -- | -------------------- | ----- | --------------------- |
| 16 | Algeria (bandiera)   | P     | Mehdi Jeannin         |
| 17 | Benin (bandiera)     | D     | Emmanuel Imorou       |
| 20 | Francia (bandiera)   | D     | Jacques Salze         |
| 22 | Francia (bandiera)   | A     | Grégory Lacombe       |
| 23 | Martinica (bandiera) | D     | Marvin Esor           |
| 24 | Francia (bandiera)   | A     | Yannis Salibur        |
| 26 | Marocco (bandiera)   | D     | Romain Saïss          |
| 28 | Francia (bandiera)   | A     | Grégory Bettiol       |
| 30 | Benin (bandiera)     | P     | Fabien Farnolle       |
| 32 | Francia (bandiera)   | A     | Hugo Vidémont         |
| -  | Mali (bandiera)      | C     | Yacouba Sylla         |
| -  | Francia (bandiera)   | A     | Jean-François Rivière |

## Risultati

### Coupe de la Ligue
| Arbitro: | Hakim Ben El Hadj |

|                  |           |                                       |
| Yahia Cherif 27’ | Marcatori | 44’ Steve Pinau 110’ Pierrick Capelle |

| Arbitro: | Olivier Husset |

|  |           |                 |
|  | Marcatori | 88’ Molla Wagué |

### Ligue 2
| Arbitro: | Alexandre Perreau Niel |

|                   |           |                           |
| Mustafa Durak 60’ | Marcatori | 83’ Jean-François Rivière |

| Arbitro: | Abdelali Chaoui |

|                    |           |                                           |
| Steve Pinau 90'+1’ | Marcatori | 20’ (rig.) Claudiu Keseru 21’ Yoric Ravet |

| Arbitro: | Frank Schneider |

|                                   |           |                 |
| Mana Dembélé 34’ Mana Dembélé 63’ | Marcatori | 18’ Seydou Koné |

| Arbitro: | Didier Falcone |

|                                                                         |           |  |
| Mathieu Duhamel 15’ Jérémy Sorbon 43’ Livio Nabab 54’ Jean Calvé 90'+1’ | Marcatori |  |

| Arbitro: | Johan Hamel |

|  |           |                                       |
|  | Marcatori | 56’ Kassim Abdallah 77’ Emmanuel Koné |

| Arbitro: | Jérôme Miguelgorry |

|                                                             |           |                   |
| Fousseyni Cissé 21’ Fousseyni Cissé 26’ Frédéric Thomas 79’ | Marcatori | 81’ Cédric Avinel |

| Arbitro: | Sébastien Desiage |

|                   |           |                      |
| Nicolas Bayod 69’ | Marcatori | 45'+1’ Jérémy Blayac |

| Arbitro: | Dominique Julien |

|                   |           |                       |
| Julio Tavarès 28’ | Marcatori | 25’ Damien Perrinelle |

| Clermont-Ferrand 28 settembre 2012, ore 18:45 9ª giornata | Clermont Foot      | 0 – 0 referto | Laval | Stadio Gabriel Montpied (4.812 spett.)\| Arbitro: \| Christian Guillard \| |
| Arbitro:                                                  | Christian Guillard |               |       |                                                                            |

| Arbitro: | Olivier Husset |

|  |           |                                       |
|  | Marcatori | 69’ Cédric Avinel 90'+4’ Mana Dembélé |

| Arbitro: | Thomas Léonard |

|                                     |           |                    |
| Mana Dembélé 36’ Yannis Salibur 39’ | Marcatori | 88’ Driss Fettouhi |

| Arbitro: | Stéphane Jochem |

|                                            |           |                                          |
| Ange-Freddy Plumain 19’ Yoann Touzghar 63’ | Marcatori | 25’ Pierrick Capelle 27’ Grégory Lacombe |

| Arbitro: | Dominique Julien |

|                  |           |                                                   |
| Mana Dembélé 26’ | Marcatori | 37’ Mustapha Yatabaré 82’ (rig.) Thibault Giresse |

| Arbitro: | Yohann Rouinsard |

|                |           |                                                      |
| Fodé Koita 84’ | Marcatori | 23’ Romain Armand 69’ Hugo Vidémont 72’ Mana Dembélé |

| Arbitro: | Abdelali Chaoui |

|  |           |                    |
|  | Marcatori | 64’ Ibrahima Touré |

| Arbitro: | Olivier Husset |

|  |           |                   |
|  | Marcatori | 67’ Romain Armand |

| Arbitro: | Thomas Léonard |

|  |           |                 |
|  | Marcatori | 38’ Serge Gakpé |

| Châteauroux 14 dicembre 2012, ore 18:45 18ª giornata | Châteauroux   | 0 – 0 referto | Clermont Foot | Stadio Gaston Petit (5.071 spett.)\| Arbitro: \| Cédric Cotrel \| |
| Arbitro:                                             | Cédric Cotrel |               |               |                                                                   |

| Arbitro: | Stéphane Jochem |

|                  |           |                                               |
| Mana Dembélé 79’ | Marcatori | 57’ Paul-Georges Ntep 82’ Christopher Jullien |

| Arbitro: | Johan Hamel |

|                    |           |                                       |
| Claudiu Keseru 63’ | Marcatori | 21’ Pierrick Capelle 56’ Mana Dembélé |

| Arbitro: | Hakim Ben El Hadj |

|                                                        |           |  |
| Nicolas Benezet 12’ Vincent Gragnic 64’ Riad Nouri 75’ | Marcatori |  |

| Clermont-Ferrand 25 gennaio 2013, ore 20:00 22ª giornata | Clermont Foot    | 0 – 0 referto | Caen | Stadio Gabriel Montpied (3.146 spett.)\| Arbitro: \| Dominique Julien \| |
| Arbitro:                                                 | Dominique Julien |               |      |                                                                          |

| Arbitro: | Florent Batta |

|                      |           |                       |
| Mickaël Le Bihan 58’ | Marcatori | 90'+1’ Yannis Salibur |

| Arbitro: | Abdelali Chaoui |

|                         |           |                   |
| Mana Dembélé 70’ (rig.) | Marcatori | 52’ Joseph Mendes |

| Arbitro: | William Lavis |

|                                                 |           |                      |
| Bryan Bergougnoux 56’ Billy Ketkeophomphone 68’ | Marcatori | 17’ Pierrick Capelle |

| Clermont-Ferrand 22 febbraio 2013, ore 20:00 26ª giornata | Clermont Foot | 0 – 0 referto | Digione | Stadio Gabriel Montpied (3.143 spett.)\| Arbitro: \| Cédric Cotrel \| |
| Arbitro:                                                  | Cédric Cotrel |               |         |                                                                       |

| Arbitro: | Alexandre Perreau Niel |

|                      |           |                  |
| Anthony Gonçalves 7’ | Marcatori | 63’ Mana Dembélé |

| Arbitro: | Jérôme Miguelgorry |

|                                     |           |                                                                               |
| Mana Dembélé 64’ Yannis Salibur 81’ | Marcatori | 9’ Téji Savanier 24’ Raphaël Cacérès 83’ Yunis Abdelhamid 90'+1’ Maurice Dalé |

| Fos-sur-Mer 15 marzo 2013, ore 20:00 29ª giornata | Istres            | 0 – 0 referto | Clermont Foot | Stadio Parsemain (2.461 spett.)\| Arbitro: \| Hakim Ben El Hadj \| |
| Arbitro:                                          | Hakim Ben El Hadj |               |               |                                                                    |

| Arbitro: | Thomas Léonard |

|                   |           |  |
| Romain Armand 13’ | Marcatori |  |

| Guingamp 6 aprile 2013, ore 14:00 31ª giornata | Guingamp          | 0 – 0 referto | Clermont Foot | Stadio di Roudourou (8.978 spett.)\| Arbitro: \| Sébastien Desiage \| |
| Arbitro:                                       | Sébastien Desiage |               |               |                                                                       |

| Arbitro: | Florent Batta |

|                  |           |                  |
| Mana Dembélé 68’ | Marcatori | 76’ Riyad Mahrez |

| Arbitro: | Yohann Rouinsard |

|                                                                           |           |  |
| Valère Germain 16’ Nabil Dirar 45’ Lucas Ocampos 79’ Emmanuel Rivière 87’ | Marcatori |  |

| Arbitro: | Alexandre Perreau Niel |

|  |           |                                   |
|  | Marcatori | 46’ Idriss Saadi 68’ Loick Landre |

| Arbitro: | Philippe Kalt |

|  |           |                      |
|  | Marcatori | 24’ Pierrick Capelle |

| Arbitro: | Bartolomeu Varela |

|                  |           |  |
| Mana Dembélé 87’ | Marcatori |  |

| Arbitro: | Dominique Julien |

|                       |           |                     |
| Paul-Georges Ntep 28’ | Marcatori | 38’ Grégory Bettiol |

| Arbitro: | William Lavis |

|                   |           |                       |
| Jacques Salze 70’ | Marcatori | 36’ Jérôme Lafourcade |